# Pouls (musique)
Pour les articles homonymes, voir Pouls et Pulse.
Le pouls est, en théorie musicale, une série de battements uniformément espacés, audibles ou implicites, qui définissent le tempo et constituent l'échafaudage du rythme.
En revanche, le rythme est toujours audible et peut s'écarter du pouls. Ainsi, alors que le rythme peut devenir trop difficile pour un auditeur non formé, presque tout auditeur correspond instinctivement au pouls en tapotant simplement de manière uniforme, malgré les variations rythmiques de la synchronisation des sons au sommet du pouls,. Une performance peut laisser certains rythmes silencieux, pas littéralement sonnés, mais le pouls reste une abstraction. Par exemple, même après un passage silencieux dans un morceau, le morceau reprend généralement sur le rythme, pour ainsi dire, en faisant référence au pouls implicite, établi avant le silence.